# Bianca Marie (Schiff, 1964)
Koordinaten: 11° 59′ 26″ N, 68° 38′ 23″ W
Die Bianca Marie, fälschlicherweise auch als Maria Bianca Guidesman bekannt, war ein Küstenmotor-Tankschiff, das Ende der 1980er Jahre vor der niederländischen Karibik-Insel Klein Curaçao strandete und seither als Touristenattraktion und Fotomotiv bekannt ist.

## Geschichte und Charakteristika
Das Küstenmotorschiff wurde 1964 unter dem Namen Guidesman als Tanker auf der britischen Werft Drypool Engineering & Dry Dock Company Limited in Kingston upon Hull unter der Werftnummer 12 gebaut. Das Schiff hatte zehn Tankkammern mit einem Gesamtvolumen von 1.499 m³ für Öl. Die Guidesman war das vierte einer Serie von fünf baugleichen Schwesterschiffen, die zwischen 1959 und 1967 auf der Werft gebaut wurden. Der Stapellauf erfolgte am 16. September 1964 und die Ablieferung an die Reederei Helmsman Co. Shipping Ltd. im November desselben Jahres.
Im Jahr 1972 wurde die Guidesman an die C. Rowbotham & Sons Ltd. verkauft und im Jahr 1981 an Rowbotham Tankships Ltd. übertragen. Im Jahr 1983 wurde das Schiff zusammen mit einem ihrer Schwesterschiffe, der Anchorman, an griechische Reeder verkauft und in Vasiliki IV umbenannt. Im April 1987 wurde das Schiff schließlich an die venezolanische Reederei Marítima Canopus S. A. verkauft und in Bianca Marie umbenannt.

## Havarie und Verbleib
Zwischen 1987 und 1988 soll das Schiff an der Küste von Klein Curaçao gestrandet sein, die genauen Umstände der Havarie sind jedoch nicht bekannt. Das Schiff soll im November 1987 einen Maschinenschaden vor Klein Curaçao erlitten haben und im Dezember desselben Jahres nach Puerto Cabello geschleppt worden sein. Daraufhin oder währenddessen soll sie als Hulk an ihrer heutigen Position auf der Insel verlassen worden sein. Möglicherweise ereignete sich der Maschinenschaden erst 1988, wobei das Schiff noch einige Zeit danach als schwimmendes Tanklager im Hafen von Puerto Cabello genutzt worden sein soll. Ende der 1990er Jahre wurde das Schiff schließlich aus den Registern gestrichen.
Das Wrack liegt an der Ostküste von Klein Curaçao, nur wenige hundert Meter vom verlassenen Insel-Leuchtturm entfernt. Im Jahr 2007 strandete unweit des Wracks der Bianca Marie die französische Yacht Tchao.

## Galerie

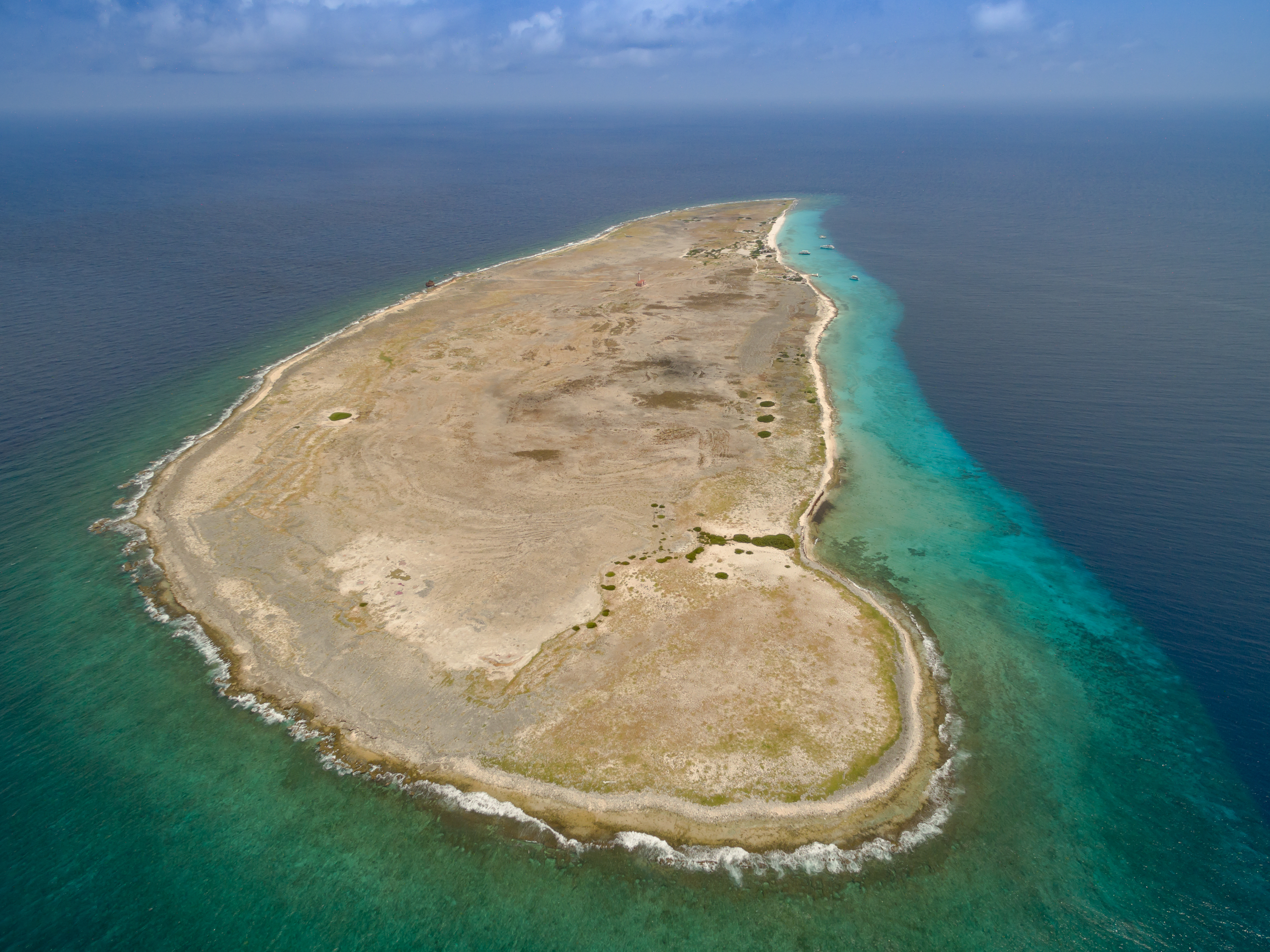
Luftaufnahme der Insel von Norden aus im Jahr 2017 mit dem Wrack der Bianca Marie links im Bild
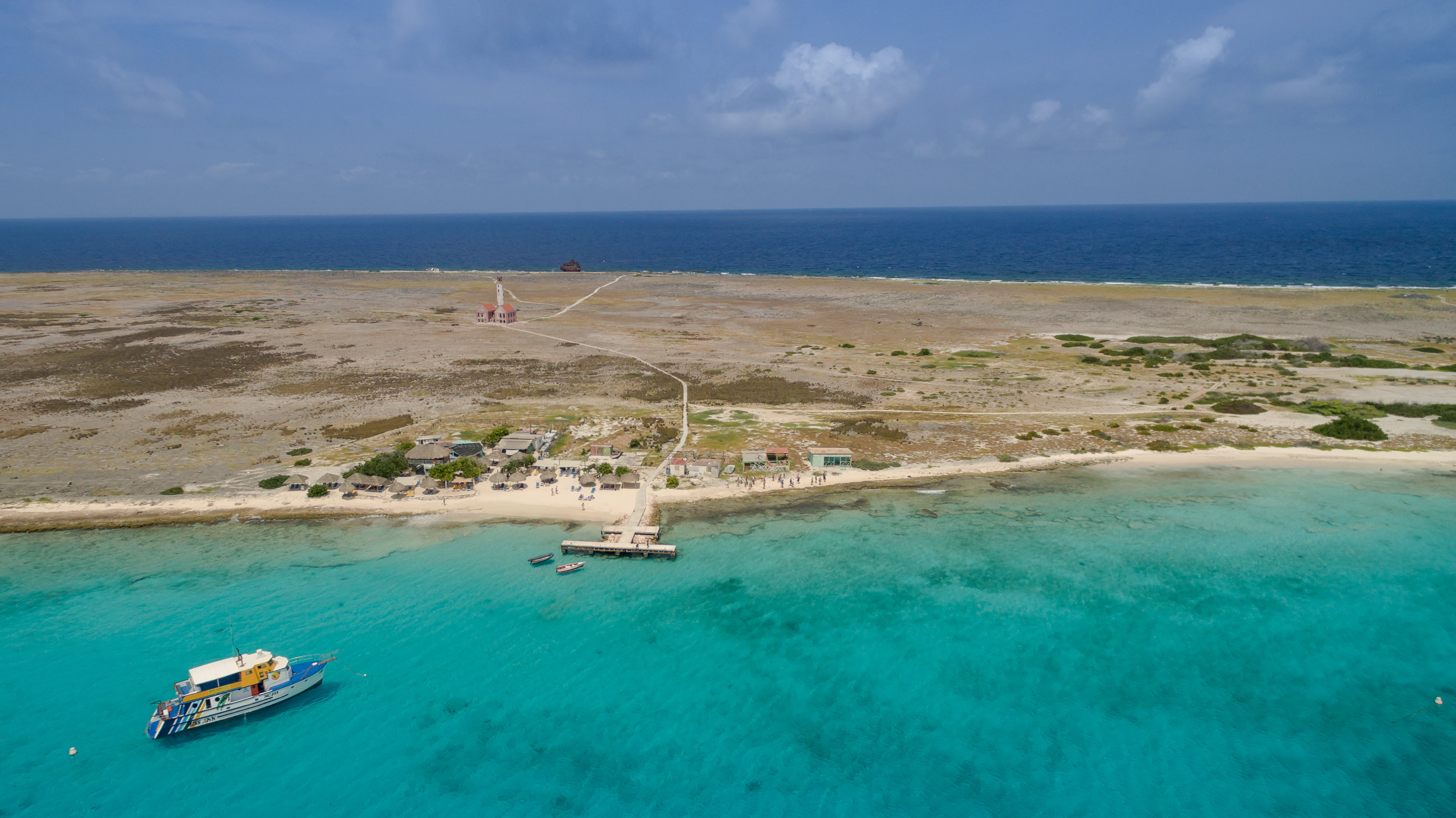
Die Insel von Westen aus gesehen im Jahr 2017, mit der Bianca Marie rechts hinter dem Leuchtturm gelegen und der Tchao links im Bild
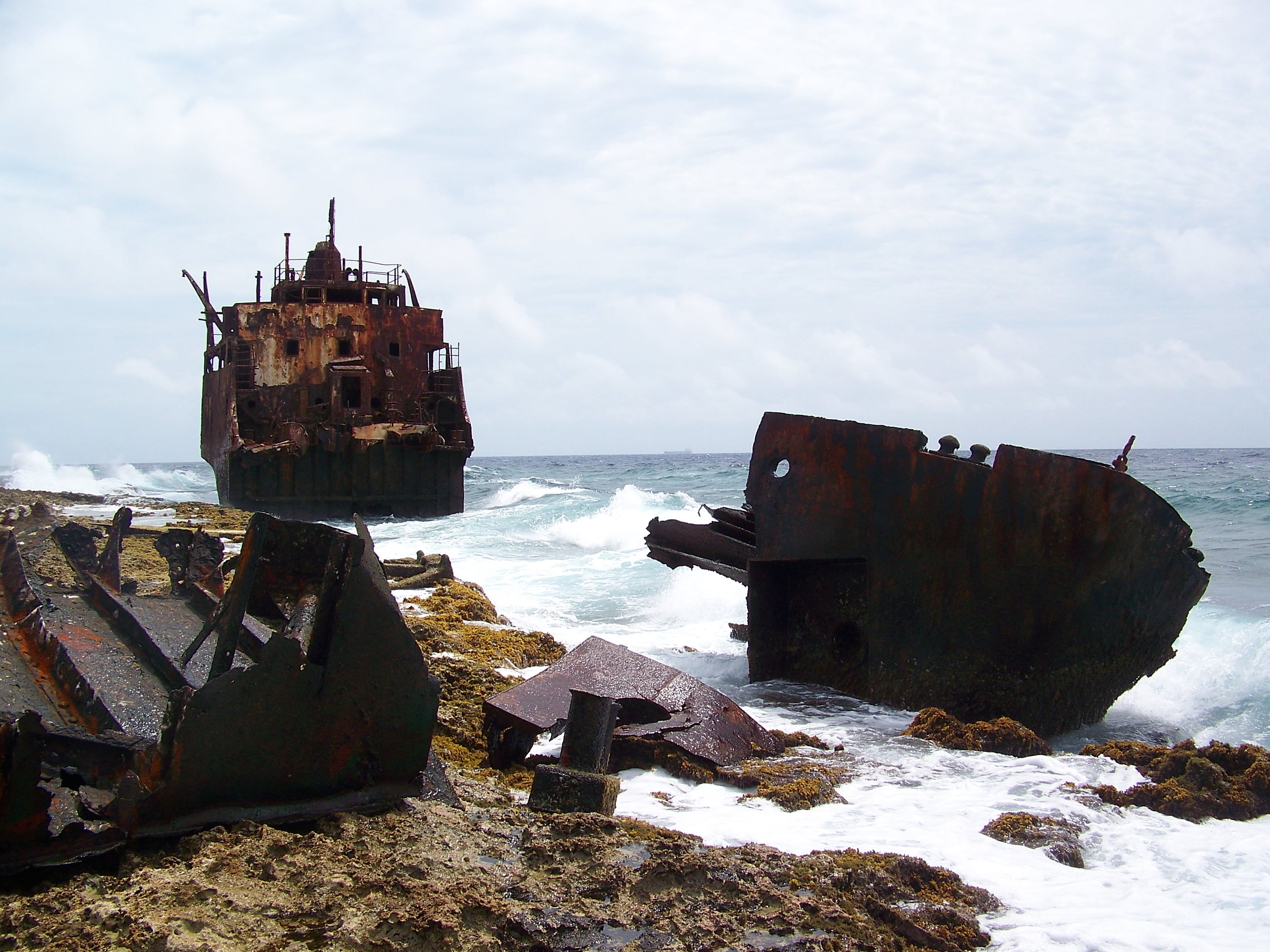
Das auseinandergebrochene Wrack mit Teilen der Bugsektion im Jahr 2010
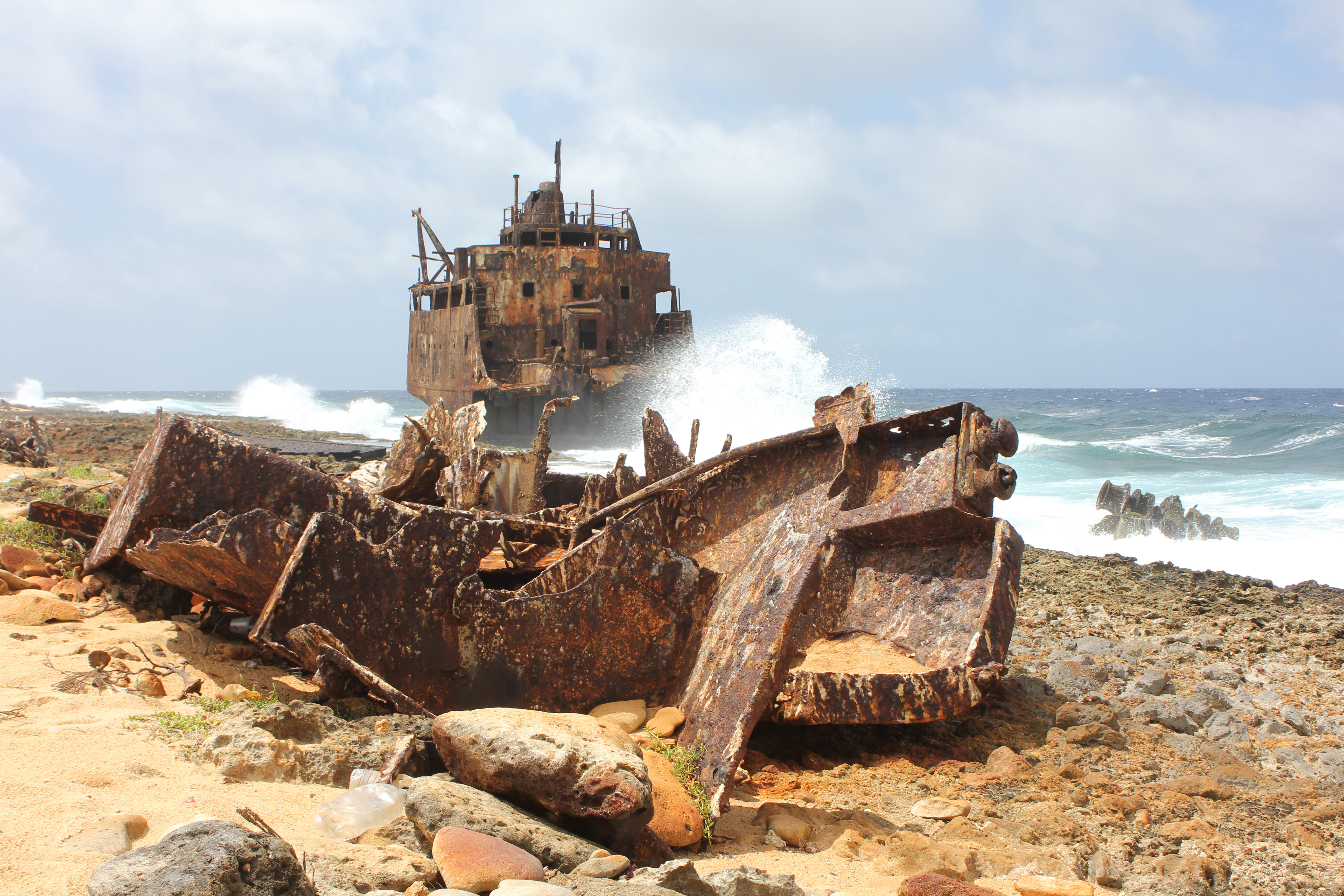
Das Wrack im Jahr 2014
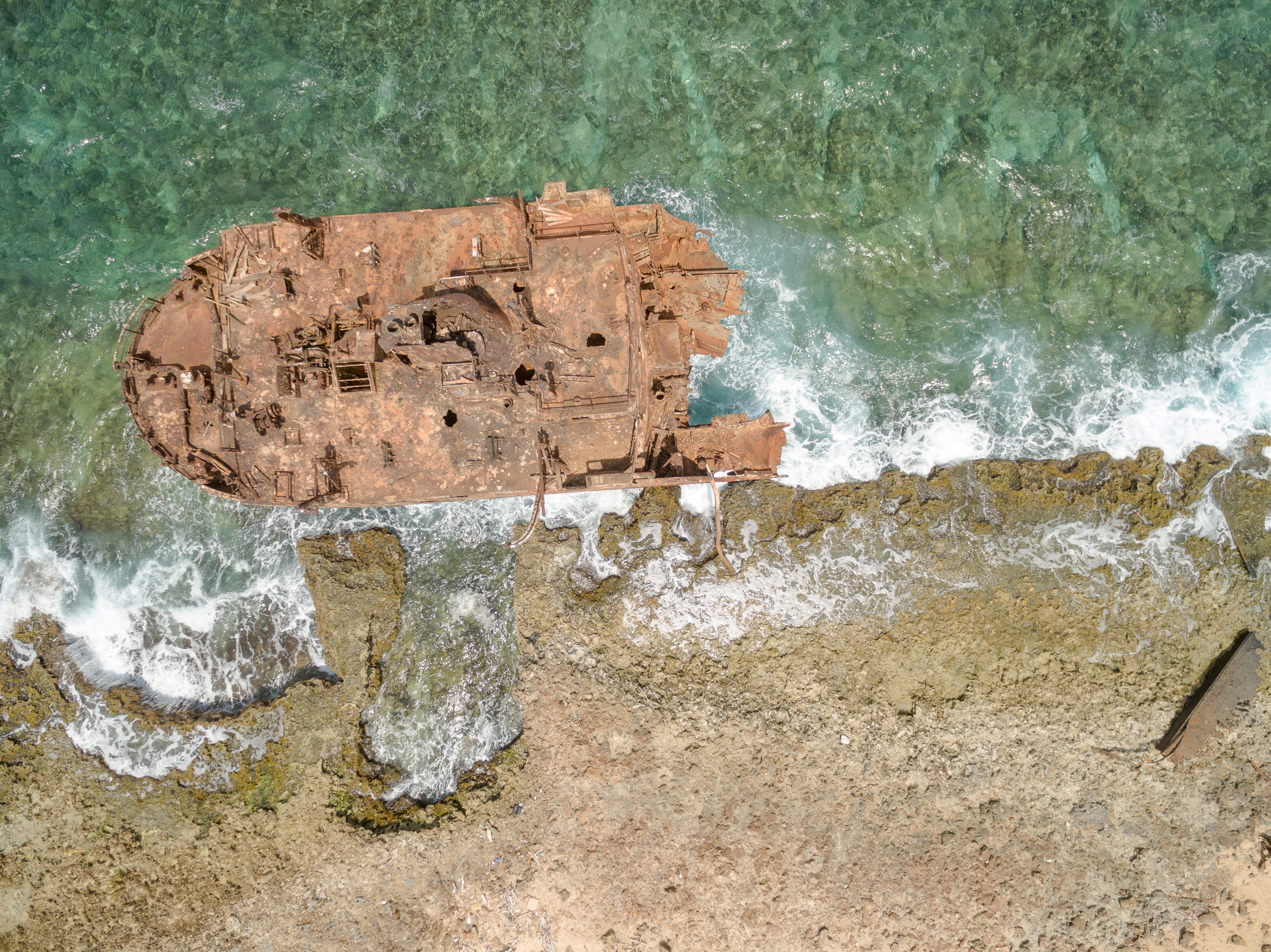
Aufsicht auf das stark korrodierte Deckhaus im Jahr 2017